# Římskokatolická farnost Blatno u Chomutova
Římskokatolická farnost Blatno u Chomutova (lat. Plattna)  je zaniklá církevní správní jednotka sdružující římské katolíky v Blatně u Chomutova a okolí. Organizačně spadala do krušnohorského vikariátu, který je jedním z deseti vikariátů litoměřické diecéze.

## Historie farnosti
V letech 1252–1404 byla v Blatně u Chomutova komenda řádu německých rytířů. Před reformací je v místě doložena existence farnosti. Matriky jsou v místě vedeny od roku 1638.
Farnost existovala do 31. prosince 2012 jako součást jirkovského farního obvodu. Od 1. ledna 2013 zanikla sloučením do farnosti děkanství Jirkov.

### Duchovní správcové vedoucí farnost
Začátek působnosti jmenovaného v duchovní správě farnosti od:
- 1636   Andreas Dionysius Ulrich
- 1641   Joannes Marcus von Margfeld
- 1656   Conradus Guilelmus Wahle, † interfectus est a haereticis 10. 2. 1660
- 1661   Adamus Aug. Test
- 1662   Michaël Ign. Hiele
- 1695   Daniel Fridrich
- 1706   Franciscus Aickhorn
- 1750   Josephus Joann. Nep. Petrowitz
- 1757   Franc. Hinkelmann
- 1797   Franc. Nowak, † 8. 7. 1808
- 1809   par. vacat
- 1809   Georg. Wahner, † 8. 6. 1833
- 1817   par. vacat, cap. Franc. Tischer
- 1817   Franc. Tischer, n. 15. 11. 1783 Zwikaviens., o. 25. 8. 1810, † 29. 4. 1846
- 1834   par. vacat, admin. Franc. Tischer
- 1835   Anton. Lehmann, n. 13. 4. 1792 Joachimsdorf, o. 15. 8. 1816, † 3. 11.1869
- 1844   Wenc. Richter, n. 12. 2. 1810 B. Zlatnicens, o. 3. 8. 1833, † 12. 5. 1869
- 1870   Joann. Reich, n. 16. 9. 1833 Saaz, o. 25. 7. 1856
- 1877   Josef Kneissl, n. 17. 1. 1821 Radschitz, o. 25. 7. 1845, † 11. 1. 1893
- 1886   Franc. Dressler, n. 17. 12. 1823 Komotau, o. 4. 7. 1848, † 21. 5. 1890
- 1890   par. vacat, admin. int. Adolph. Schwalb
- 1891   Adolph.  Porstendörfer, n. 23. 10. 1850 Trupschitz, o. 19. 7. 1873, † 15. 7. 1918
- 1919   par. vacat, adm. int. Josef Langer, n. 23. 10. 1885, o. 29. 6. 1917
- 1920   Josef Schober, n. 3. 3. 1872 Budweis., o. 11. 7. 1896, † 21. 2. 1940
- 1941   par. vacat, adm. interc. Joann. Pleil
- 1. 2.  1942 Joann. Pleil, n. 7. 10. 1910 Pressnitz, o. 27. 6. 1937, † 23. 1. 1994
- 1.10. 1946 Josef Dobiáš
- 1. 11. 1948  Josef Pekár
- 1. 8. 1949  Antonín Blaha
- 1. 8. 1954 Jaroslav Knespl
- 1. 11. 1955 Emil Nešpor
- 1. 8. 1961 František Kolář
- 1. 8. 1964 Stanislav Rozkopal
- 1. 8. 1982 František Tomšík
- 1. 12. 2003 – 31. 12. 2012 Miroslav Dvouletý, admin. exc. z Jirkova[3]

Kromě kněží stojících v čele farnosti, působili ve farnosti v průběhu její historie i jiní kněží. Většinou pracovali jako farní vikáři, kaplani, katecheté, výpomocní duchovní aj.

## Území farnosti
Do farnosti náleželo území obcí:
- Blatno (Platten)[p 2] s místními částmi Bečov (Petsch)[p 2], Hrádečná (Sperbersdorf)[p 2], Květnov (Quinau)[p 2], Radenov (Rodenau)[p 2] a Šerchov (Schergau).[p 2]

## Římskokatolické sakrální stavby a místa kultu na území farnosti
| | Fotografie | Stavba                         | Místo    | Bohoslužby                      | Zeměpisné souřadnice             | Status                                                                            | Číslo kulturní památky                      |
| Kostely | Kostely    | Kostely                        | Kostely  | Kostely                         | Kostely                          | Kostely                                                                           | Kostely                                     |
| --- | ---------- | ------------------------------ | -------- | ------------------------------- | -------------------------------- | --------------------------------------------------------------------------------- | ------------------------------------------- |
| 1. |            | Kostel sv. Michaela archanděla | Blatno   | bližší informace o bohoslužbách | 50°30′43″ s. š., 13°21′35″ v. d. | do 31. prosince 2012 farní kostel, poté filiální kostel farnosti děkanství Jirkov | 14991/5-447 (Pk•MIS•Sez•Obr•WD) (Q18603831) |
| 2. |            | Kostel Navštívení Panny Marie  | Květnov  | bližší informace o bohoslužbách | 50°31′12″ s. š., 13°22′31″ v. d. | filiální kostel                                                                   | 45379/5-451 (Pk•MIS•Sez•Obr•WD) (Q19602283) |
| Kaple |            |                                |          |                                 |                                  |                                                                                   |                                             |
| 3. |            | Kaple Panny Marie              | Hrádečná | bližší informace o bohoslužbách | 50°29′58″ s. š., 13°23′5″ v. d.  | obecní kaple                                                                      | (Q81525123)                                 |
| Zaniklé sakrální stavby |            |                                |          |                                 |                                  |                                                                                   |                                             |
| 4. |            | Kaple Panny Marie Sněžné       | Bečov    | nelze sloužit                   | 50°30′34″ s. š., 13°20′44″ v. d. | zbořená kaple                                                                     | —                                           |
| Některé drobné sakrální stavby a pamětihodnosti lze dohledat zde v databázi Drobné sakrální památky Zaniklé sakrální stavby lze dohledat zde v databázi Poškozené a zničené kostely, kaple a synagogy v České republice |            |                                |          |                                 |                                  |                                                                                   |                                             |

Ve farnosti se mohou nacházet i další drobné sakrální stavby, místa římskokatolického kultu a pamětihodnosti, které neobsahuje tato tabulka.

## Galerie sakrálních pamětihodností ve farnosti

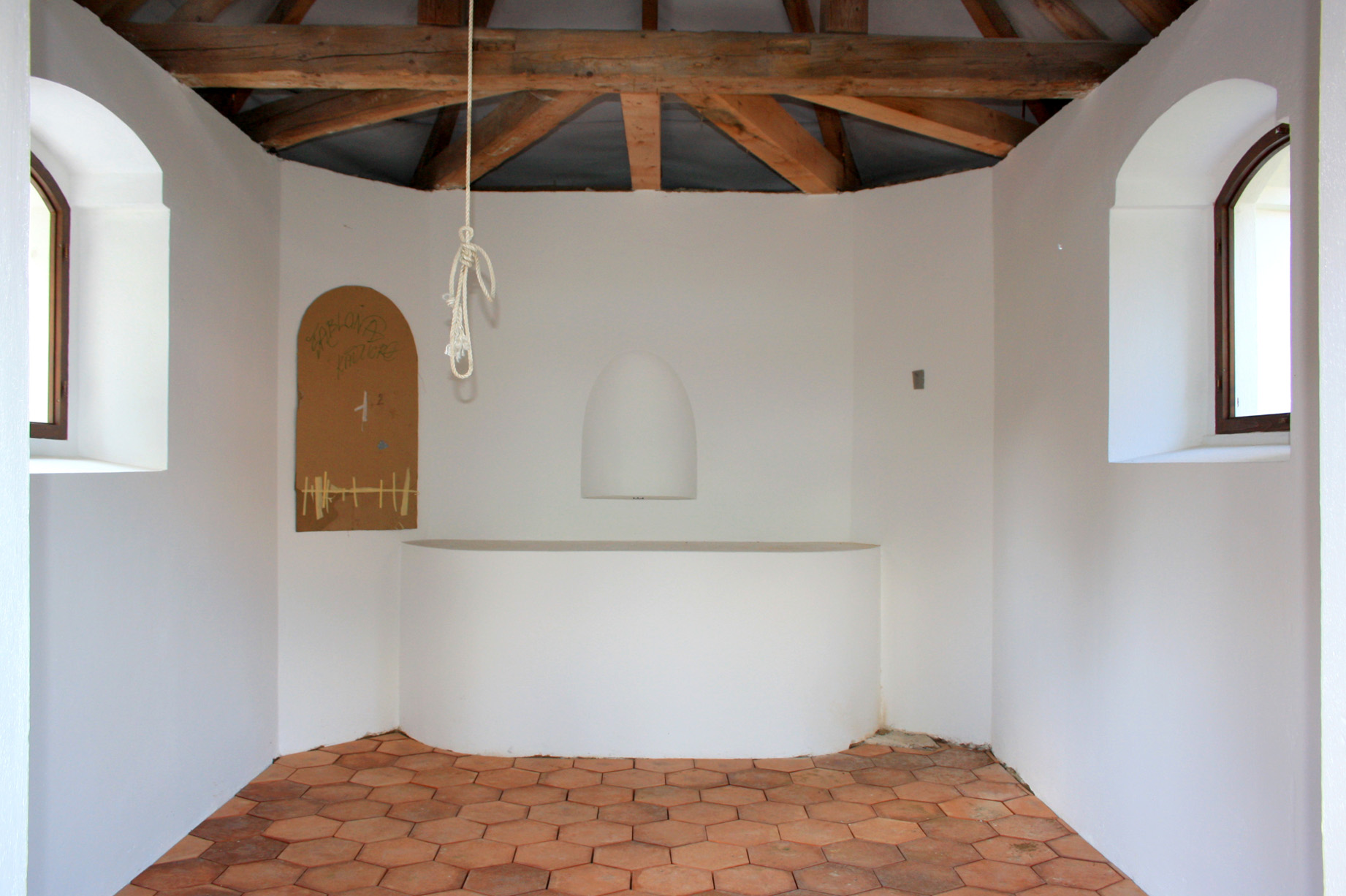
Interier kaple Panny Marie v Hrádečné
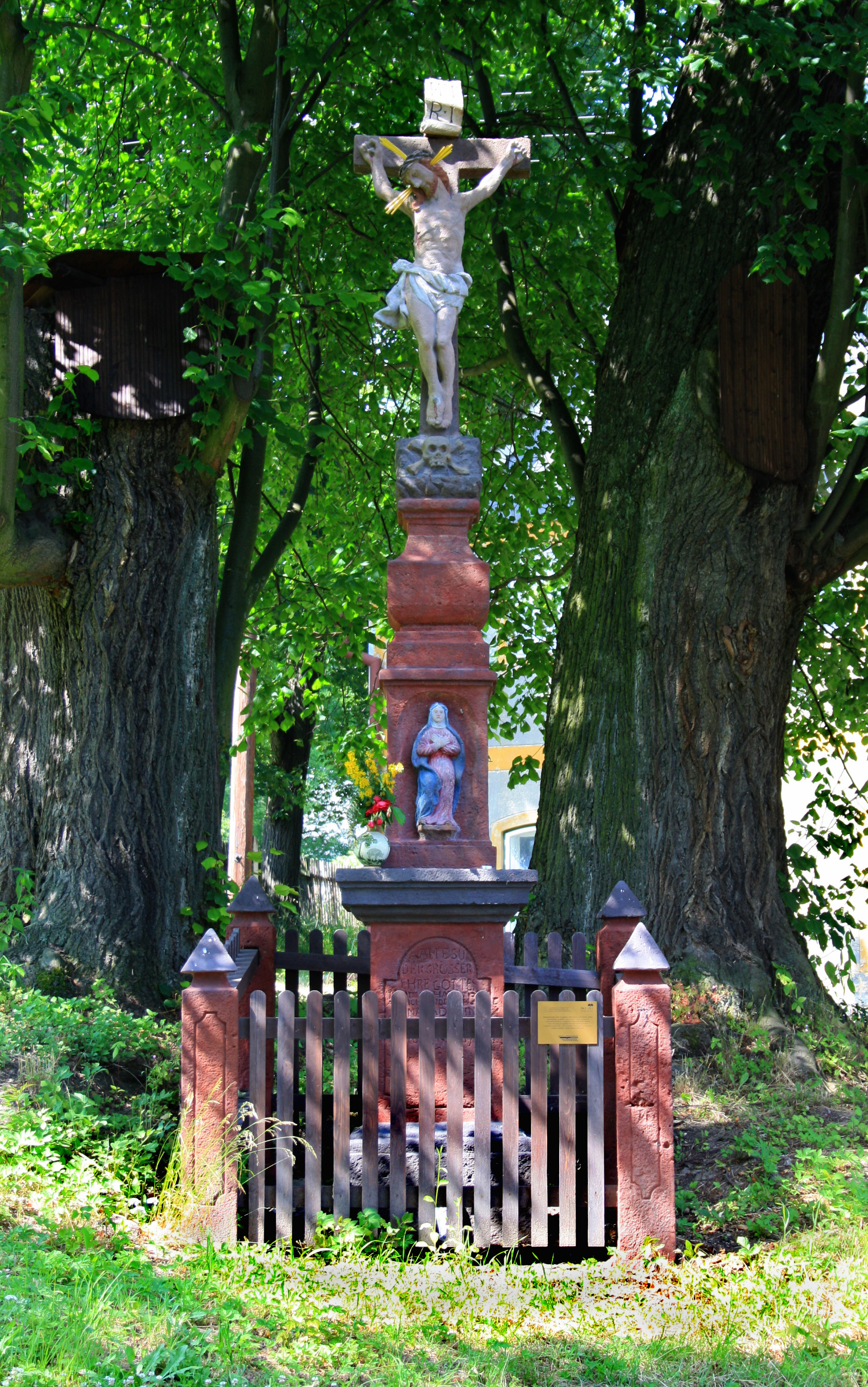
Kříž na návsi v Květnově
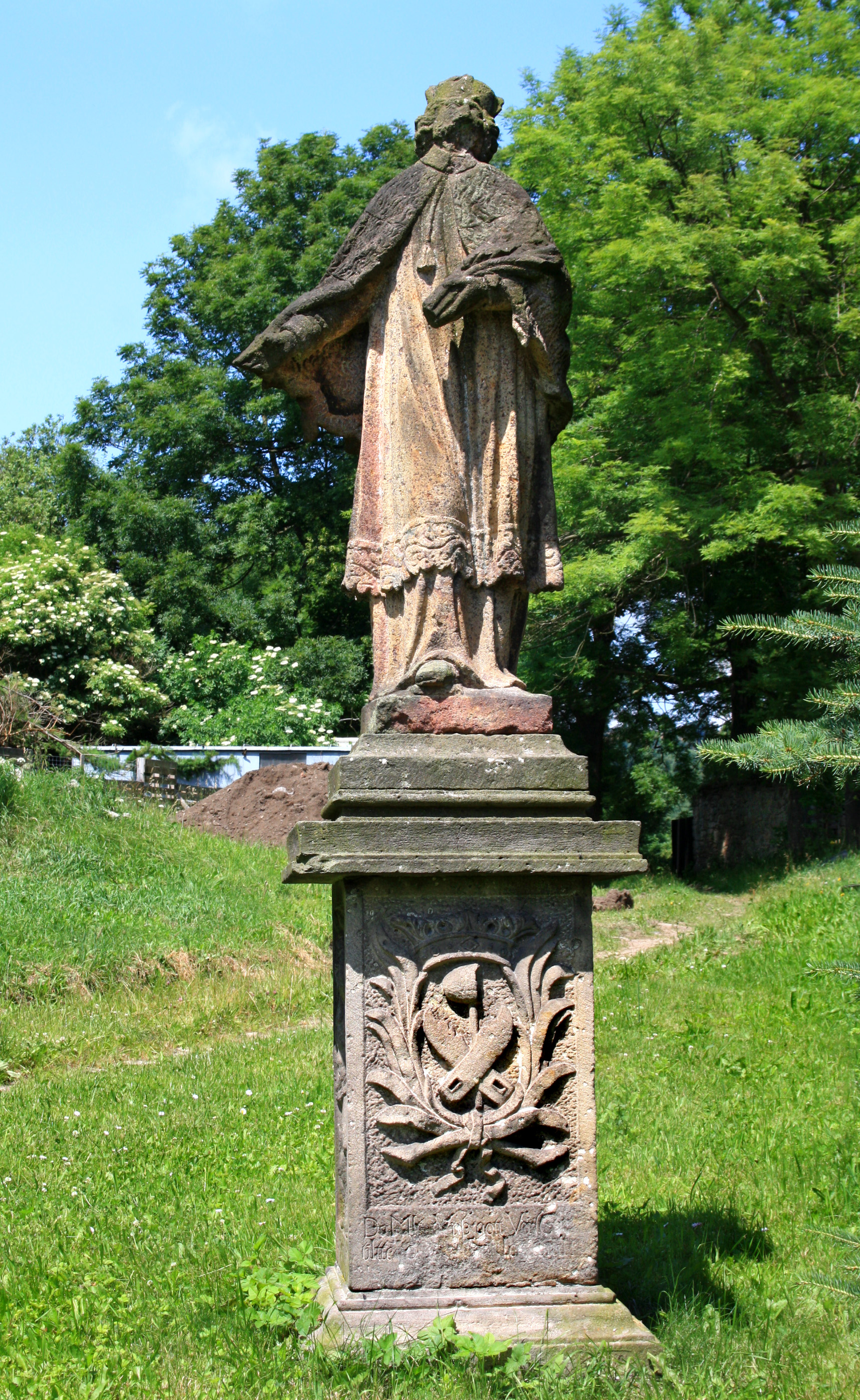
Socha sv. Jana Nepomuckého v Radenově
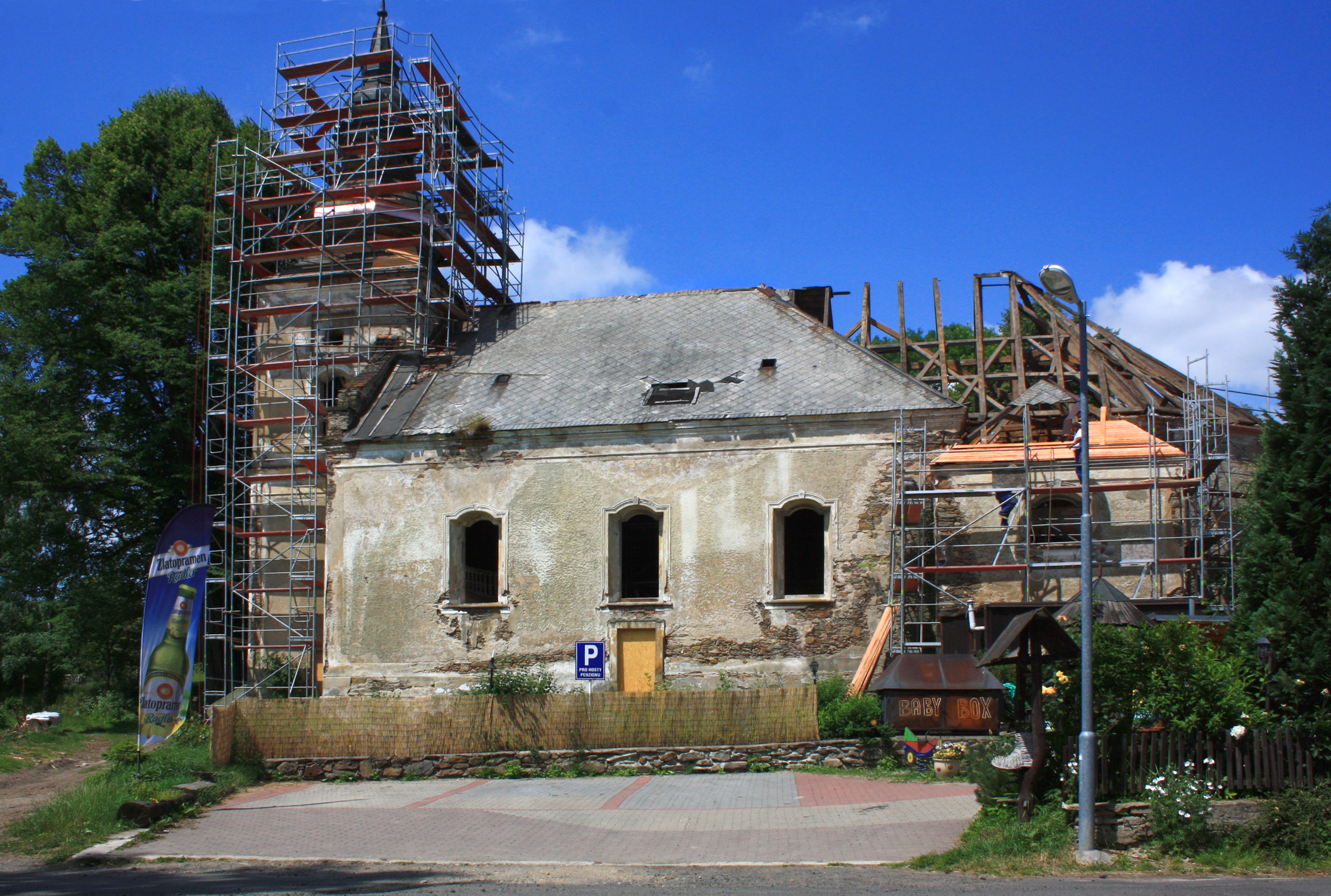
Rekonstrukce kostela sv. Michaela archanděla v Blatně (2013)